# Sadali
Sadali (Sàdili in sardo) è un comune italiano di 768 abitanti della città metropolitana di Cagliari, nella subregione storica della Barbagia di Seùlo.
Il comune fa parte della XIII Comunità Montana Sarcidano-Barbagia di Seùlo.

## Geografia fisica

### Territorio
Il territorio di Sadali ha un'estensione di 4988 ettari, confina a nord con il comune di Seulo, a ovest con Villanovatulo, a est con Seui e sud con Esterzili e Nurri. Il nucleo centrale del territorio è costituito da un vasto altopiano dolomitico-carbonatico in cui è presente un intenso carsismo. 
L'altopiano ha una quota media di circa 750–800 m.s.l.m., serbatoio naturale delle falde acquifere che alimentano numerose sorgenti e le suggestive cascate del territorio. L'altopiano presenta un aspetto brullo e povero di vegetazione esclusi alcuni tratti in cui sono presenti i resti di un'antica foresta secolare che prima ricopriva l'intero “tacco” e che oggi è presente solo lungo le valli che lo contornano. Le essenze arboree che costituiscono le foreste sono principalmente lecci, sughere, roverelle e sporadici esemplari di tasso, agrifoglio e acero, mentre il sottobosco è costituito da ginepro, corbezzolo, lentisco, fillirea, erica, rosmarino, cisto che nel loro insieme costituiscono la tipica macchia mediterranea. Oltre alle numerose sorgenti e ai torrenti il territorio di Sadali è ricco di grotte che durante la primavera e l'estate sono meta di numerose comitive di turisti.
Inoltre nel territorio sono presenti numerose testimonianze archeologiche della cultura del neolitico superiore della civiltà nuragica fino alle testimonianze della civiltà punica e romana.

#### Conformazione geologica
La geologia del territorio di Sadali è caratterizzata principalmente dai potenti depositi carbonatico dolomitici del Mesozoico che poggiano sulle metamorfiti di basso grado del paleozoico. L'evoluzione geologica e la successione stratigrafica, dal basso verso l'alto è la seguente:

##### Basamento paleozoico
Costituito da metamorfiti di basso grado, piegate durante l'orogenesi ercinica, in cui si riconoscono localmente parti delle successioni stratigrafiche paleozoiche. In particolare si osservano alternanze di livelli irregolari da metrici a decimetrici di metarenarie, quarzose, micacee, filladi e metavulcaniti, inoltre sono presenti livelli carbonatici e liditici riferibili al Siluro-Devonico. A causa della complessa deformazione ercinica e dell'impilamento tettonico lo spessore della successione non è valutabile, in alcuni tratti presumibilmente poteva essere dell'ordine di 1000–2000 m. L'età di questa successione è attribuita per affinità al Cambriano-Ordoviciano superiore e subordinatamente al Devoniano-Carbonifero inferiore. Il piegamento di questi depositi è riferibile all'orogenesi Ercinica (Carbonifero inferiore). Il paleozoico affiorante nel territorio di Sadali fa parte della zona a falde esterne e interne dell'impilamento orogenetico Varisico in cui sono presenti numerose faglie e pieghe. Spesso sopra il basamento è presente un crostone limonitico derivato dall'alterazione di un paleosuolo lateritico formatosi probabilmente nel Permiano. Questa superficie rappresenta una superficie di peneplanazione dell'orogene.

##### Successione mesozoica
Immediatamente sopra la superficie suborizzontale di peneplanazione post-Ercinica, giace la successione mesozoica costituita dai conglomerati iniziali di una trasgressione marina attribuibile al Giurassico (Dogger) di spessore variabile, seguiti con giacitura pressoché orizzontale da arenarie e conglomerati associati a lenti lacustri di argille carboniose depositatisi in ambiente sia deltizio che continentale, con spessori anche decametrici. La sovrastante copertura calcareo-dolomitica è costituita da sedimenti di piattaforma che presenta spessori variabili che vanno dai 30 ai 100 metri. La parte sommitale è attribuita al Malm inferiore, la quale è costituita principalmente da dolomie sterili, prive di fossili, mentre quella inferiore consta di calcari fossiliferi contenenti resti di Brachiopodi, Bivalvi, Lamellibranchi, Echinidi, Gasteropodi e Ostracodi. La successione carbonatica mesozoica è ampiamente fratturata e interessata da un diffuso carsismo che dà luogo a grotte, inghiottitoi e doline. La successione è riferibile al periodo corrispondente al Dogger-Malm e in particolare al Bathoniano (164-160 Ma) e all'Oxfordiano-Kimmeridgiano (154-141 Ma).

#### Orografia
Il territorio di Sadali è caratterizzato da molteplici agenti morfogenetici e da condizionamenti geologico-strutturali che hanno modellato il paesaggio nel corso del tempo. La natura litologica e giacitura delle successioni presenti hanno influenzato le forme attuali, come la loro erosione differenziale come le morfostrutture dei “tacchi”, che è l'aspetto principale del paesaggio sadalese. Più in dettaglio si tratta di una successione dolomitico-carbonatica di spessore variabile intorno ai 100 metri che si eleva ad una quota media di circa 750–800 m.s.l.m. con punti nella parte nord-orientale che sfiorano 850 m.l.s. I margini dei tacchi mostrano pareti rocciose subverticali alte intorno ai 50 metri, lungo i margini del tacco scorrono numerosi fiumi e torrenti che hanno eroso la successione paleozoica litologicamente meno permeabile dei calcari. Infatti i tacchi si comportano come dei corpi rigidi difficilmente deformabili dalla tettonica, solitamente tendono a fratturarsi ove l'acqua s'infiltra con facilità, mentre le metamorfiti silicoclastiche sono soggette all'erosione lineare dei corsi d'acqua. A Est del territorio di Sadali si osserva una faglia presumibilmente alpina, che abbassa il tacco di 200 metri circa rispetto al blocco dei Tonneri che si ergono al di sopra del tacco di Sadali. Numerose sono le sorgenti che si trovano alla base dei tacchi al contatto con i depositi paleozoici e le cascate come le foreste che rivestono i versanti delle valli del basamento che nel loro insieme costituiscono un patrimonio di rara bellezza.

#### Idrografia
Il tacco di Sadali essendo di origine calcarea è interessato dal fenomeno del carsismo. La successione carbonatica è fortemente caratterizzata da una serie di fratture e diaclasi all'interno delle quali si infiltra l'acqua piovana che alimenta le falde acquifere sottostanti. Spesso il basamento ercinico ove poggia la successione carbonatica è impermeabile, questo delimita l'accumulo dell'acqua nel bacino idrogeologico che alimenta numerose sorgenti perenni. Nel fondovalle scorre il rio de Sadali che poi si trasforma nel rio Noluttu, entrambi alimentati dalle numerosi sorgenti presenti nel territorio. Il rio Noluttu si immette nel lago Basso del Flumendosa; nel territorio di Sadali scorre anche l'Arrudopiu.

## Storia
Abitato sin dal periodo prenuragico e nuragico per la presenza nel territorio di alcune domus de janas e di alcuni nuraghi, il territorio di Sadali registra la successiva presenza della civiltà romana. Nel medioevo appartenne fino al 1258 al giudicato di Cagliari e fece parte della curatoria di Seulo. Alla caduta del giudicato passò per breve tempo al giudicato di Gallura e in seguito sotto il diretto controllo della repubblica di Pisa.

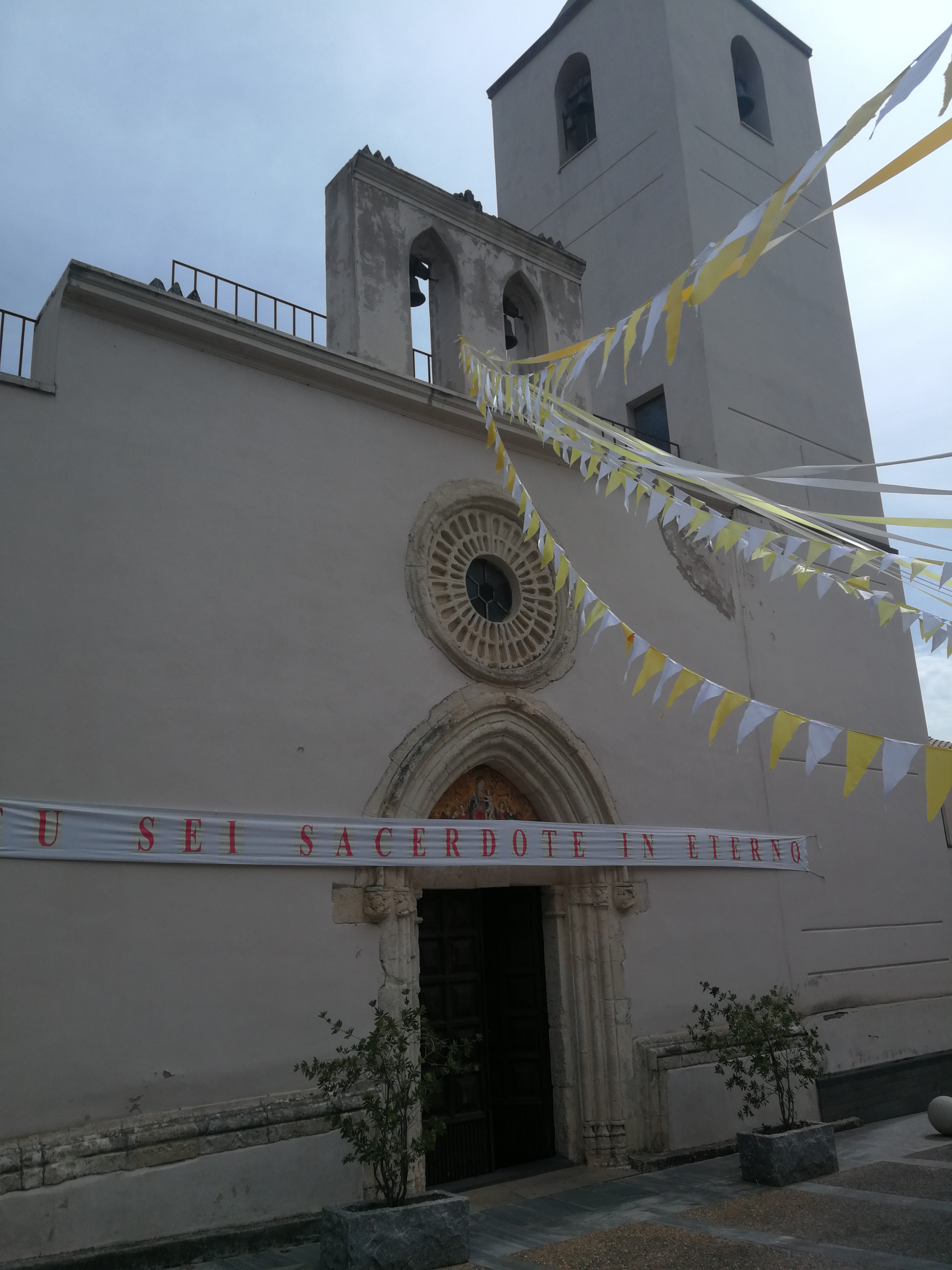
Chiesa di San Valentino

Conquistata dagli aragonesi nel 1324, Sadali fu affidata a diverse famiglie di feudatari tra cui i Carroz.
Nel 1604 fu incorporato nel ducato di Mandas, feudo prima dei Maza e poi dei Tellez-Giron di Alcantara, ai quali fu riscattato nel 1839 con la soppressione del sistema feudale.
Con Legge Regionale n. 10 del 13 ottobre 2003 il comune passò dalla provincia di Nuoro a quella di Cagliari, di cui fece parte fino alla successiva riforma del 2016.

### Simboli
Lo stemma e il gonfalone del Comune di Sadali sono stati concessi con decreto del presidente della Repubblica del 25 maggio 2005.
(D.P.R. 24.05.2005)
Il gonfalone è un drappo di giallo con la bordatura di azzurro.

## Monumenti e luoghi d'interesse

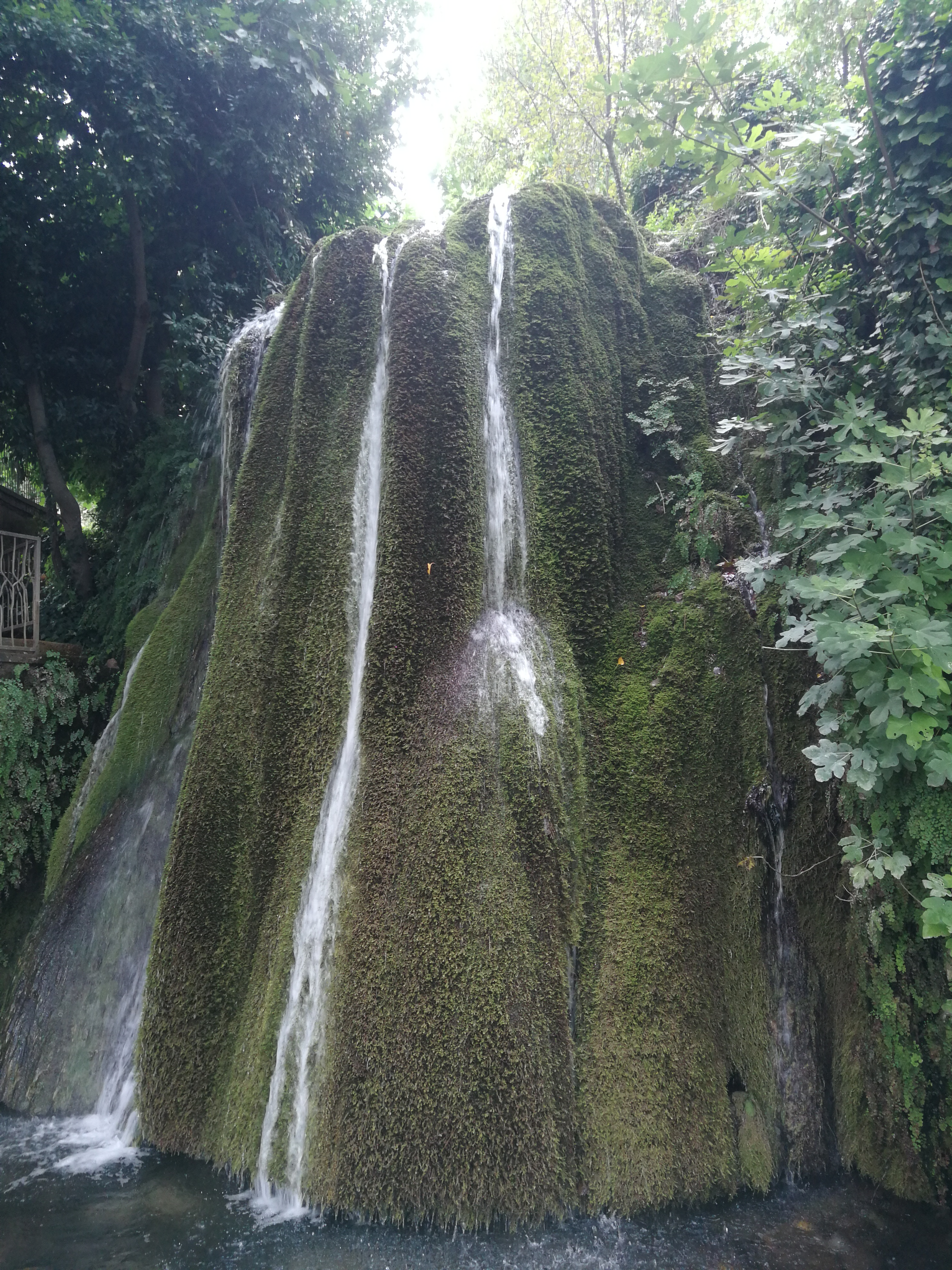
Cascata di San Valentino

### Architetture religiose
- Chiesa di San Valentino
- Chiesa di Sant'Elena
- Chiesa di Santa Maria

### Aree naturali
- Cascata di San Valentino[6][7]
- Grotte Is Janas, o Grotta delle tre Fate, nella parte settentrionale del paese.

## Società

### Evoluzione demografica
Abitanti censiti

### Lingue e dialetti
La variante del sardo parlata a Sadali è il campidanese barbaricino meridionale.

## Cultura

### Eventi
Il paese ha un'importante sagra che si svolge ogni prima settimana di agosto ed è dedicata uno dei suoi piatti tipici ovvero i Culurgionis. Si tratta di una pasta fatta in casa, una sorta di agnolotto con ripieno di patate, mentuccia, cas'e vita, pecorino. La sagra dei Culurgionis di Sadali celebra l'annata agraria ma anche l'estate. Ogni anno la sagra dei Culurgionis si propone con un programma sempre più ricco con due momenti di degustazione, non solo della pasta, e con balli e musiche tipici della Sardegna.

## Infrastrutture e trasporti

### Ferrovie

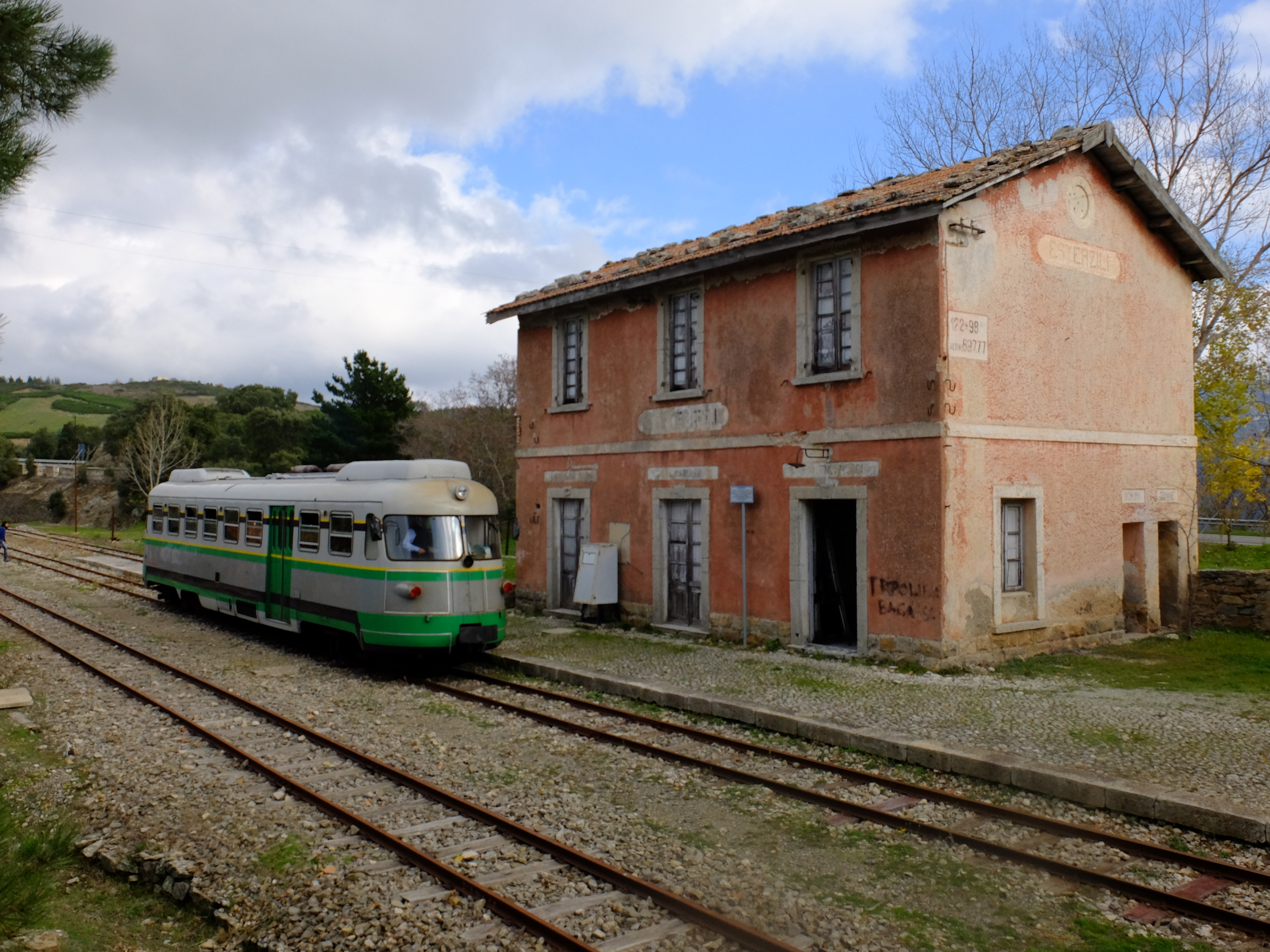
La stazione di Esterzili: benché realizzato per quest'ultimo centro, l'impianto è uno dei due scali ferroviari presenti nel territorio comunale di Sadali

Il paese è attraversato dalla ferrovia Mandas-Arbatax dell'ARST, che tuttavia è in uso dal 1997 per soli scopi turistici legati al servizio Trenino Verde. Nel territorio comunale sono presenti due stazioni: la prima è quella di Sadali-Seulo, posta alla periferia ovest dell'abitato; ad essa si aggiunge la stazione di Esterzili, realizzata per servire l'omonimo comune ma compresa all'interno dei confini di quello sadalese. Entrambi gli scali sono attivi principalmente d'estate e nei mesi ad essa immediatamente antecedenti e successivi.

## Amministrazione
| Periodo         | Periodo         | Primo cittadino | Partito                           | Carica  | Note |
| --------------- | --------------- | --------------- | --------------------------------- | ------- | ---- |
| 23 aprile 1995  | 16 aprile 2000  | Giovanni Melis  | lista civica                      | sindaco |      |
| 16 aprile 2000  | 9 maggio 2005   | Giovanni Melis  | lista civica di centro-sinistra   | sindaco |      |
| 9 maggio 2005   | 31 maggio 2010  | Ubaldo Meloni   | lista civica                      | sindaco |      |
| 31 maggio 2010  | 31 maggio 2015  | Romina Mura     | lista civica                      | sindaco |      |
| 31 maggio 2015  | 26 ottobre 2020 | Romina Mura     | lista civica "Sadali Civica 2015" | sindaco |      |
| 26 ottobre 2020 | in carica       | Barbara Laconi  | lista civica "Sadali futura"      | sindaco |      |

## Sport

### Calcio
La principale squadra di calcio del paese è l'A.S.D. Sadali 1975 che milita nel girone B sardo di promozione  È nata nel 1975. I colori sociali sono il blu ed il bianco.